# 進化ゲーム

集団 (Population) の戦略分布に対してゲーム構造 (Game Rules) に基づいて各戦略の期待利得が定まり、期待利得に対して戦略の複製ルール (Replication Rules) に基づいて次の世代 (次の時点) の集団分布が決定される。進化ゲーム理論ではこの繰り返しによる集団の組成の変化を分析する。

進化ゲーム理論（しんかゲームりろん、英: evolutionary game theory）とは、ゲーム理論の枠組みを集団遺伝学や個体群動態論に応用して成立した理論である。ジョン・メイナード＝スミスとジョージ・プライスが進化的に安定な戦略を提唱した1973年の論文をもってその誕生とされ、1980年代になるとゲーム理論を生み出した経済学を含む社会科学に逆輸入された。
一般的な非協力ゲーム理論は、強支配される戦略の繰り返し消去による反復支配戦略均衡や後ろ向き帰納法による部分ゲーム完全均衡のように、「事前に」利得関数を把握し適切な戦略を計算してからゲームに臨む合理的なプレイヤーを想定してその意思決定を分析するが、進化ゲーム理論は、繰り返されるゲームの中でゲーム結果である利得に基づいて「事後的に」戦略を変更していくプレイヤー (の集団) を想定してその状態 (戦略分布) の変化を力学系として分析する理論で、一切の合理的思考を行わないプレイヤーをも扱える。どの戦略が安定して繁栄するのかを分析する安定性概念として進化的に安定な戦略などを、ある状態からどの安定状態に向かうのかを分析する動学的モデルとして、プレイヤーの出生死滅 (自然選択) で集団状態が変化するレプリケーターダイナミクスや、プレイヤーの学習によって戦略分布が変化する学習ダイナミクスなどを用いる。

## 歴史
非協力ゲーム理論の創始者であるジョン・ナッシュはその1950年の博士論文において既に、混合戦略を含めたナッシュ均衡点の大衆行動 (mass-action) としての解釈について、ゲームの全体構造についての完全な知識や複雑な論理的思考の能力や性向を仮定せずに、可能な純粋戦略の相対的な利益についての経験的な情報の蓄積を仮定して論じていた。それから20年余りが経った1973年、ともに物理学の背景を持つ数理生物学者のジョン・メイナード＝スミスと集団遺伝学者のジョージ・プライスは戦略の突然変異について頑健な戦略として進化的に安定な戦略 (ESS) の概念を提唱し、その後、ピーター・テイラーとレオ・ジョンカーが1978年に自然選択に基づくレプリケーターダイナミクスを用いて戦略の動学的な安定性を検討した。1980年代後半には経済学や政治学などの社会科学分野に進化ゲーム理論の成果が逆輸入され、1990年代以降は試行錯誤や模倣といった単純な学習や、現在の集団状態への最適反応をとる、さらに相手の過去の行動から将来の行動を予測して最適反応をとる (仮想プレイを行う) 複雑な学習などによる戦略分布の変動を分析する学習ダイナミクス、選択が重視されてきた従来のダイナミクスに対して突然変異を選択圧を覆しうる強力な作用と捉える確率進化、ゲームをプレイする相手が完全な無作為抽出ではない選択的相互作用などが研究されている。

## 進化的に安定な戦略
進化的に安定な戦略 (evolutionarily stable strategy, ESS) とは、「集団内のすべての個体がその戦略を採っている (既存戦略である) とき、いかなる他の戦略も、ある割合まで (この上限値を侵入障壁という) の小規模な侵入では既存戦略よりも低い期待利得しか得られない」ような戦略のことであり、適応度を利得にあてると、いかなる突然変異や集団外からの侵入であってもそれが単一の変異であり小規模であれば集団内に広まらず淘汰されることを意味する。混合戦略単体のどの面もコンパクトであることから、侵入障壁には下限が存在し、これを一様侵入障壁という。また、ESSは混合戦略単体上のある近傍に対して、自身以外のいかなる戦略に対しても相手戦略自身より高い利得を得るという局所的優越性を持つ。
ESSの条件を緩めた概念に以下の2つがある。
中立安定戦略 (neutrally stable strategy, NSS)
ESSは侵入後の状態において侵入戦略よりも厳密に高い期待利得を得ることを要求するのに対して、NSSは変異戦略に劣らなければよいとするもので、この弱い意味での侵入障壁について下限である一様弱侵入障壁を持ち、ある近傍について、自身以外のいかなる戦略に対しても相手自身に利得で劣らないという局所的弱優越性を持つ。
均衡侵入に対して頑健な (robust against equilibrium entrant, REE) 戦略
REE戦略はある障壁以下の侵入ではいかなる他の戦略も侵入後の状態に対する最適反応になりえないような戦略として定義され、言わば考慮する侵入戦略を侵入後に最適反応となるものに限定するものであり、実際、REE戦略をとりあう戦略プロファイルはプロパー均衡であるという意味で合理的な摂動に頑健である。

## レプリケーターダイナミクス
レプリケーターダイナミクス (replicator dynamics) または(自己)複製子動学とは、個体群のシェアが選択圧によって変化する動的な側面を力学系を用いて表現したものであり、安定性という静的な側面を表現したESSとは対照的な概念であり、また、自然選択による集団の変化に注目したものという意味でも、突然変異に注目して考案されたESSとは対照的である。ESSとレプリケーターダイナミクスの両者は「進化ゲーム理論におけるいわば車の両輪」とされる。また、レプリケーターダイナミクスは一般化ロトカ・ヴォルテラ方程式として捉えることもできる
集団の状態(戦略分布)を同じ確率分布の混合戦略 x で表現し、その状態における純粋戦略 i のシェアを xi で表すと、混合利得関数 u のもとで、連続時間のレプリケーターダイナミクスは以下の時間に対する微分方程式で表現される自励系である。
{\displaystyle {\dot {x_{i}}}=[u(e^{i},\,x)-u(x,\,x)]x_{i}}
ここで、ドット符号は時間での微分を表し(ニュートンの記法)、ei は純粋戦略 i を確率1でとる混合戦略を表す。このダイナミクスにおいては、反復強支配される戦略はシェアが0に収束し、対称ナッシュ均衡点は定常、NSSはリアプノフ安定、ESSは漸近安定となることが知られている。
また、差分方程式で表現される離散時間でのダイナミクスには、世代区分ダイナミクスと世代重複ダイナミクスとがある。世代区分ダイナミクスは背景利得を α として
{\displaystyle x_{i}(t+1)={\frac {p_{i}(t+1)}{p(t+1)}}={\frac {\alpha +u(e^{i},\,x(t))}{\alpha +u(x(t),\,x(t))}}x_{i}(t).}
で表現される。この差分方程式の下では毎回全ての個体が死滅して新しい世代が一斉に生まれることになる。代わりに、単位時間あたり r 回に分けて集団の 1 / r ずつを更新するモデルを考えよう。更新は等しい時間間隔 τ = 1 / r で、背景利得は β であるとすると、
{\displaystyle x_{i}(t+\tau )={\frac {1-\tau +\tau [\beta +u(e^{i},\,x(t))]}{1-\tau +\tau [\beta +u(x(t),\,x(t))]}}x_{i}(t).}
で表現される階数 r 世代重複ダイナミクスが得られる。 r = α − β + 1 の場合は離散時間ダイナミクスである。また、階数を限りなく大きくする (つまり時間間隔 τ が限りなく0に近づく) と、連続時間ダイナミクスに収束する。